# Тирговиште (Видинська область)
Тирго́виште (болг. Търговище) — село у Видинській області Болгарії. Входить до складу общини Чупрене.

## Населення
За даними перепису населення 2011 року у селі проживали 142 особи.
Національний склад населення села:
| Національність   | Кількість осіб | Відсоток |
| ---------------- | -------------- | -------- |
| болгари          | 122            | 87,1%    |
| цигани           | 17             | 12,1%    |
| Всього відповіли | 140            |          |

Розподіл населення за віком у 2011 році:
Динаміка населення: